# 전월선 (1923년)
전월선(全月善, 1923년 2월 6일 ~ 2009년 5월 25일)은 일제 강점기의 여성 독립운동가이다.

## 생애
아명(兒名)은 全月順·全月鮮이며, 호(號)는 상원(尙原)이다. 1923년 경상북도 상주에서 출생한 그녀는 1939년 국민정부 시대 중화민국 구이저우 성(貴州省) 구이린(桂林)에서 조선의용대 입대를 하여 일본군에 관한 정보를 수집하고, 항일 독립 운동에 동참할 의용군 예하 병사를 모집하는 활동을 전개하였다. 그 후 1942년 대한민국 임시정부 국무회의의 결정에 따라 대한광복군으로 편입 조치 처분되어 그해 1942년 4월 20일부터 1945년 8월 15일 조선국 광복을 맞이하기까지 대한광복군 제1지대에서 분대장 등으로 활동하였다. 
그녀는 대한광복군으로 활동하면서 백범 김구(白凡 金九)의 소개를 받음으로 인하여 역시 대한광복군으로 활동하던 김근수(金根洙)와 결혼하였다. 하여 부부가 함께 항일 독립 운동 작전을 전개하였다.
1945년 8월 15일 국민정부 시대 중화민국 광둥 성 광저우에서 일본국 패망과 조선국 광복을 목도하였으며 1946년 5월 13일 미 군정 남조선 과도정부 시대 서울로 귀국 및 귀환한 그녀는 1948년 8월 15일 대한민국 정부 수립 직후 1948년에서 1949년까지 최용덕 대한민국 국방부 차관의 경리행정비서관 직무대리 직책을 지내었으며 1955년에서 1956년까지 한국독립당 대표전임위원을 잠시 지냈다.
그녀의 유해는 대한민국 국립 대전현충원에 안장되어 있다.

## 서훈
그녀는 1990년 3월 1일 대한민국 건국훈장 애족장을 받았다.